# Kuibyschew-Militärakademie für Pioniertruppen
Die Kuibyschew-Militärakademie für Pioniertruppen war eine militärische Hochschule in der Sowjetunion.

## Geschichte
Die Geschichte dieser Akademie reicht bis in das Jahr 1819 zurück. Damals wurde die Pionier-Hauptschule gegründet, die 1855 in Nikolajewski-Militärakademie für Pioniertruppen umbenannt wurde. Weitere Umbenennungen fanden 1917, 1923 und 1925 statt. Zuerst wurde diese Einrichtung in Militärakademie für Pioniertruppen, dann in Militärakademie für Pionierwesen und Elektrotechnik und zum Schluss in Pionierfakultät der Militärtechnischen Akademie umbenannt. Auf der Grundlage dieser Fakultät und der Moskauer Hochschule für Bauingenieure wurde die Akademie als Militärakademie für Pioniertruppen 1932 neu gegründet. Der Akademiesitz war in Moskau. Der Name W.W. Kuibyschew wurde der Akademie 1935 verliehen.
An der Akademie fand zum einen die Ausbildung von Kommandeuren und technischen Offizieren statt. Zum anderen verstand sich diese Einrichtung als Zentrum für das Pionierwesen, für topographisch-geodätische Sicherstellung und für das Investitions- und Truppenbauwesen.